# Emoia coggeri
Emoia coggeri — вид сцинкоподібних ящірок родини сцинкових (Scincidae). Ендемік Папуа Нової Гвінеї. Вид названий на честь австралійського герпетолога Гарольда Коггера.

## Поширення і екологія
Emoia coggeri мешкають на півночі півострова Гуон на сході Нової Гвінеї. Вони живуть у вологих тропічних лісах. Відкладають яйця, в кладці 2 яйця.